# 에이미 파스칼
에이미 베스 파스칼(영어: Amy Beth Pascal, 1958년 3월 25일 ~ )은 미국의 기업인이다. 2006년부터 2015년까지 소니 픽처스 엔터테인먼트의 회장직을 맡고 있었다.

## 제작 참여
- 고스트 버스터즈(2016)
- 스파이더맨: 홈커밍(2017)
- 몰리스 게임(2017)
- 더 포스트(2017)
- 베놈(2018)
- 거미줄에 걸린 소녀(2018)
- 스파이더맨: 뉴 유니버스(2018)
- 스파이더맨: 파 프롬 홈(2019)
- 작은 아씨들(2019)
- 베놈 2: 렛 데어 비 카니지(2021)
- 스파이더맨: 노 웨이 홈(2021)
- 스파이더맨: 어크로스 더 유니버스(2023)
- 크레이븐 더 헌터(2023)
- 챌린저스(2023)
- 스파이더맨: 비욘드 더 유니버스(2024)